# Value Line Composite Index
Der Value Line Composite Average Index (VLA) (abgekürzt auch Value Line Composite Index beziehungsweise Value Line Index) ist ein Gesamtindex der Aktienkursbewegungen, der auf Basis gleichgewichteter Durchschnitte von knapp 1680 gelisteter Aktien, die an verschiedenen Börsen in den Vereinigten Staaten gehandelt werden, berechnet wird. Relevanz hat der Index an der New York Stock Exchange (NYSE), an der American Stock Exchange (AMEX), und weiteren US-amerikanischen sowie kanadischen Regionalbörsen. Auch im ausserbörslichen Handel, dem sogenannten „Freiverkehrs- oder OTC-Handel“ (vornehmlich im Interbankenmarkt), hat der Index Bedeutung.

## Methoden
Der Value Line Index weicht in seiner Methode von populären Indizes, wie dem Dow Jones Industrial Average oder der Standard & Poor’s ab. Unternehmen, die keinem Index zugehören, können aufgenommen werden, sofern sie nur an den einschlägigen Börsen gehandelt werden. 
Dow Jones und Standard & Poor’s bedienen sich der methodisch der arithmetischen und aktienwertgebundenen Durchschnittsbildung. Im Gegensatz dazu stellt der Value Line Index mittelwert-statistisch allein auf das Geometrische Mittel ab. Das bedeutet, dass jede Aktie mit dem gleichen Gewicht in die Berechnung des Indexes eingeht. Der Index gilt daher als beachteter Indikator für Kursbewegungen von niedrig bewerteten Aktien sowie spekulativen Wertpapieren.

## Kontrakte
Der „Value Line Index“-Handel ist ein Aktienindex-Terminhandel mit einer definierten Zahl von Aktien. Gleichwohl unterliegt die Anzahl an Unternehmen im Value Line Index Schwankungen, die dadurch ausgelöst werden, dass Firmen dazukommen beziehungsweise börsenabgängig oder Bankrott sind oder sich gegenseitig einverleiben und austauschen durch Mergers & Acquisitions. Bei Termingeschäften (Financial Futures) wird der Kontrakt, das heißt, der standardisierte Vertrag, der an Warenterminbörsen beziehungsweise Futures-Börsen gehandelt wird, ebenso notiert wie der Index. Der Wert des Kontrakts ergibt sich aus der Multiplikation des aktuellen Indexes mit dem Faktor 500. Die kleinstmögliche Änderung des Indexes, die sich als Kursänderung des Futures-Kontrakts niederschlägt, beträgt 0,05 Indexpunkte, was 25 US-$ entspricht. 
Kontrakte werden nur im März, Juni, September und Dezember gezeichnet. Letzter Handelstag für Kontrakte ist der letzte Geschäftstag des Abwicklungsmonats, also der Monat, in dem Transaktionen und Geschäfte durchgeführt werden. Die Abwicklung des Geschäftes erfolgt als Barabwicklung nach Kontoanpassung an den Marktwert auf Basis des „Value Line Index“ am Schluss des letzten Handelstages.